# Museumkwartier (Den Haag)

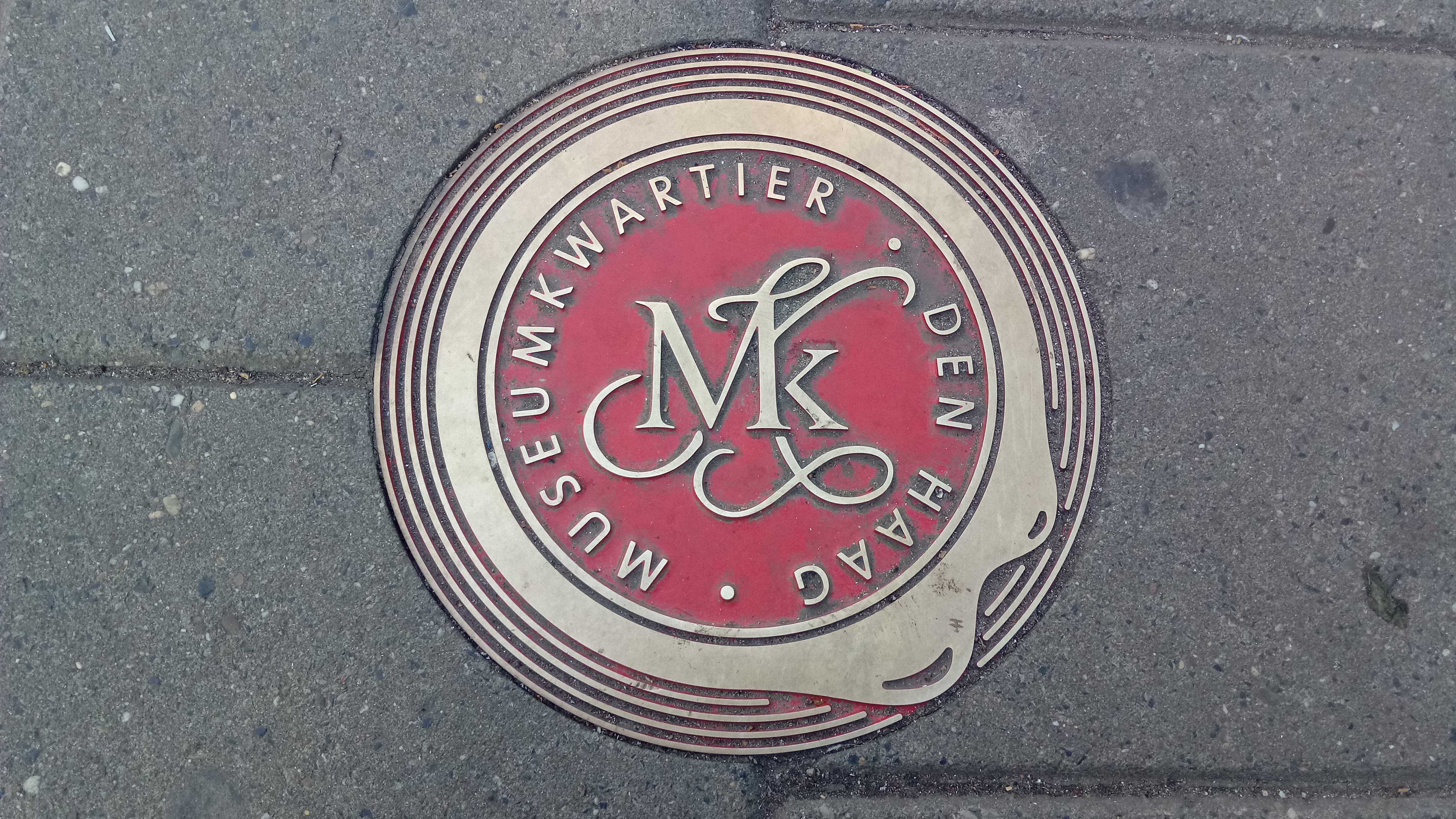
tegel Museumkwartier Den Haag

Het Museumkwartier Den Haag is gelegen in het stadscentrum van Den Haag, rond de Hofvijver en het Lange Voorhout. Hier bevinden zich 14 musea, galeries en theaters, die zijn aangesloten bij de Stichting Museumkwartier Den Haag.
Het doel van de samenwerkende partijen in het Museumkwartier is om het culturele profiel van de stad Den Haag te vergroten door het Museumkwartier aantrekkelijker te maken voor het nationaal en internationaal publiek. Zij willen dit bereiken door het uitbreiden van het cultureel aanbod en het ontwikkelen van een gezamenlijke programmering.

## Aangesloten instellingen
- AnnA space to be[3]
- Diligentia
- Escher in Het Paleis
- Galerij Prins Willem V
- Haags Historisch Museum
- Huis van het boek
- De Kloosterkerk
- Het Mauritshuis
- Museum Bredius
- Rijksmuseum de Gevangenpoort
- Pulchri Studio
- Het Nationale Theater
- Theater PePijn
- West Den Haag

## Bereikbaarheid
Het Museumkwartier Den Haag wordt doorkruist door de tramlijnen 15 en 17. Tevens bevindt zich aan het Korte Voorhout de hoofdingang van Parkeergarage Museumkwartier.